# Nino Keller
Nino Keller, född 16 februari 1970, är en svensk trummis och illustratör.
Keller gick musiklinjen vid Södra Latin följt av studier vid Birkagårdens folkhögskola.
Keller blev känd som trummis i det internationellt kända Caesars och är  medlem i svenska popgruppen Les Big Byrd, samt The Slaves tillsammans med sin bror Robin Keller. Han spelar  trummor på Håkan Hellströms album För sent för edelweiss (2008). Han har även spelat live tillsammans med rockgruppen Teddybears.
Keller är även verksam som illustratör, bland annat i Kamratposten.
Mellan 2000 och 2015 var han gift med sångerskan och skådespelaren Irma Schultz. Tillsammans har de två barn.